# Two Rivers (thị trấn), Wisconsin
Two Rivers là một thị trấn thuộc quận Manitowoc, tiểu bang Wisconsin, Hoa Kỳ. Năm 2010, dân số của thị trấn này là 1.731 người.